# Fruitland (Maryland)
Pour les articles homonymes, voir Fruitland.
La ville de Fruitland est située dans le comté de Wicomico, dans l’État du Maryland, aux États-Unis. Sa population s’élevait à 4 866 habitants lors du recensement de 2010, estimée à 5 285 habitants en 2017.

## Source
- (en) Cet article est partiellement ou en totalité issu de l’article de Wikipédia en anglais intitulé « Fruitland, Maryland » (voir la liste des auteurs).